# Oumaima Bedioui
Oumaima Bedioui, née le 27 janvier 1998, est une judokate tunisienne.

## Carrière
Oumaima Bedioui est médaillée de bronze des championnats du monde cadets de 2015 à Sarajevo, dans la catégorie des moins de 40 kg. Elle est médaillée d'argent des championnats d'Afrique juniors à Casablanca en moins de 44 kg ainsi que des championnats du monde juniors de 2018 à Nassau en moins de 44 kg.
Elle remporte le bronze dans la catégorie des moins de 48 kg aux championnats d'Afrique 2019 au Cap, puis l'or aux championnats d'Afrique 2021 à Dakar.
Elle obtient la médaille d'argent dans la catégorie des moins de 48 kg aux championnats d'Afrique 2022 à Oran et le bronze aux Jeux méditerranéens de 2022.
En 2023, elle est médaillée d'or dans la catégorie des moins de 48 kg aux Jeux panarabes ainsi qu'aux championnats d'Afrique à Casablanca.
En 2024, elle remporte la médaille d'or dans la catégorie des moins de 48 kg aux Jeux africains à Accra ainsi qu'aux championnats d'Afrique au Caire.
En 2025, elle remporte la médaille d'or dans la catégorie des moins de 48 kg aux championnats d'Afrique à Abidjan, s'imposant en finale contre l'Algérienne Houaria Kaddour ; elle est également médaillée de bronze par équipe mixte.